# Clemens Vollnhals
Clemens Vollnhals (* 26. Januar 1956 in München) ist ein deutscher Zeithistoriker.

## Leben
Vollnhals studierte Neuere und Neueste Geschichte, Sozial- und Wirtschaftsgeschichte sowie Politikwissenschaft an der Ludwig-Maximilians-Universität München. Dort promovierte er 1986 bei Friedrich Prinz. In seiner Dissertation untersuchte Vollnhals die Entnazifizierung in der Evangelischen Kirche. Von 1989 bis 1992 war er als Wissenschaftlicher Mitarbeiter am Institut für Zeitgeschichte in München tätig. Anschließend arbeitete er als Fachbereichsleiter in der Abteilung Bildung und Forschung beim Bundesbeauftragten für die Unterlagen des Staatssicherheitsdienstes der ehemaligen DDR in Berlin, bis er 1998 zum stellvertretenden Direktor des Hannah-Arendt-Instituts für Totalitarismusforschung (HAIT) an der Technischen Universität Dresden ernannt wurde, das er von November 2007 bis September 2009 als kommissarischer Direktor leitete. An der TU Dresden ist er seit 1998 mit einem Lehrauftrag an der Philosophischen Fakultät betraut, daneben nahm Vollnhals Lehraufträge als DAAD-Dozent an den Universitäten in Prag und Sofia wahr. Von Oktober 2016 bis September 2017 nahm Vollnhals erneut die kommissarische Leitung des Hannah-Arendt-Instituts wahr. Seit Dezember 2021 ist er im Ruhestand.

## Forschungstätigkeit
In seinen Forschungen beschäftigt sich Clemens Vollnhals hauptsächlich mit der Konservativen Revolution und nationalsozialistischen Bewegung, der Entnazifizierung, der Staatssicherheit und politischen Justiz sowie der jüdischen und kirchlichen Zeitgeschichte.

## Schriften
- Evangelische Kirche und Entnazifizierung. 1945–1949. Die Last der nationalsozialistischen Vergangenheit (= Studien zur Zeitgeschichte. 36). Oldenbourg, München 1989, ISBN 3-486-54941-3 (Dissertation, München, Universität, 1986; Volltext digital verfügbar).
- Entnazifizierung und Selbstreinigung im Urteil der evangelischen Kirche. Dokumente und Reflexionen 1945–1949 (= Studienbücher zur kirchlichen Zeitgeschichte. 8). Kaiser, München 1989, ISBN 3-459-01822-4.
- Entnazifizierung. Politische Säuberung und Rehabilitierung in den vier Besatzungszonen 1945–1949 (= dtv. 2962, dtv-Dokumente). Deutscher Taschenbuch-Verlag, München 1991, ISBN 3-423-02962-5.
- Der Fall Havemann. Ein Lehrstück politischer Justiz (= Analysen und Dokumente. 13). Links, Berlin 1998, ISBN 3-86153-148-8 (Leseprobe, books.google.com).

## Herausgeberschaften
- Die evangelische Kirche nach dem Zusammenbruch. Berichte ausländischer Beobachter aus dem Jahre 1945 (= Arbeiten zur kirchlichen Zeitgeschichte. Reihe A: Quellen. 3). Vandenhoeck & Ruprecht, Göttingen 1988, ISBN 3-525-55753-1 (Leseprobe, books.google.com).
- Die Wiedergründung der NSDAP (= Hitler. Reden, Schriften, Anordnungen. Februar 1925 bis Januar 1933. 1). Saur, München u. a. 1992, ISBN 3-598-21931-8.
- mit Siegfried Bräuer: „In der DDR gibt es keine Zensur“. Die Evangelische Verlagsanstalt und die Praxis der Druckgenehmigung 1954–1989. Evangelische Verlagsanstalt, Leipzig 1995, ISBN 3-374-01583-2.
- Die Kirchenpolitik von SED und Staatssicherheit. Eine Zwischenbilanz (= Analysen und Dokumente. 7). Links, Berlin 1996, ISBN 3-86153-122-4 (Leseprobe, books.google.de).
- mit Roger Engelmann: Justiz im Dienste der Parteiherrschaft. Rechtspraxis und Staatssicherheit in der DDR (= Analysen und Dokumente. 16). Links, Berlin 1999, ISBN 3-86153-184-4.
- William L. Shirer: This is Berlin. Rundfunkreportagen aus Deutschland 1939–1940. Kiepenheuer, Leipzig 1999, ISBN 3-378-01041-X.
- mit Jürgen Weber: Der Schein der Normalität. Alltag und Herrschaft in der SED-Diktatur. Olzog, München 2001, ISBN 3-7892-8077-1.
- Sachsen in der NS-Zeit. Kiepenheuer, Leipzig 2002, ISBN 3-378-01057-6.
- Wehrmacht – Verbrechen – Widerstand. Vier Beiträge zum nationalsozialistischen Weltanschauungskrieg (= Hannah-Arendt-Institut für Totalitarismusforschung. Berichte und Studien. 40). Hannah-Arendt-Institut für Totalitarismusforschung, Dresden 2003, ISBN 3-931648-43-5.
- mit Gerhard Besier: Repression und Selbstbehauptung. Die Zeugen Jehovas unter der NS- und der SED-Diktatur (= Zeitgeschichtliche Forschungen. 21). Duncker & Humblot, Berlin 2003, ISBN 3-428-10605-9.
- mit Walter Schmitz: Völkische Bewegung – Konservative Revolution – Nationalsozialismus. Aspekte einer politisierten Kultur (= Kultur und antidemokratische Politik in Deutschland.1  = Kulturstudien. 2). Thelem, Dresden 2005, ISBN 3-935712-18-9.
- mit Andreas Hilger, Mike Schmeitzner: Sowjetisierung oder Neutralität? Optionen sowjetischer Besatzungspolitik in Deutschland und Österreich 1945–1955 (= Schriften des Hannah-Arendt-Instituts für Totalitarismusforschung. 32). Vandenhoeck & Ruprecht, Göttingen 2006, ISBN 3-525-36906-9.
- Jahre des Umbruchs. Friedliche Revolution in der DDR und Transition in Ostmitteleuropa (= Schriften des Hannah-Arendt-Instituts für Totalitarismusforschung. 43). Vandenhoeck & Ruprecht, Göttingen 2011, ISBN 978-3-525-36919-7.
- mit Jörg Osterloh: NS-Prozesse und deutsche Öffentlichkeit. Besatzungszeit, frühe Bundesrepublik und DDR (= Schriften des Hannah-Arendt-Instituts für Totalitarismusforschung. 45). Vandenhoeck & Ruprecht, Göttingen 2011, ISBN 978-3-525-36921-0.
- mit Uwe Puschner: Die völkisch-religiöse Bewegung im Nationalsozialismus. Eine Beziehungs- und Konfliktgeschichte (= Schriften des Hannah-Arendt-Instituts für Totalitarismusforschung. 47). Vandenhoeck & Ruprecht, Göttingen 2012, ISBN 978-3-525-36996-8.
- mit Manfred Gailus: Mit Herz und Verstand – Protestantische Frauen im Widerstand gegen die NS-Rassenpolitik (= Hannah-Arendt-Institut für Totalitarismusforschung. Berichte und Studien. 65). V & R unipress, Göttingen 2013, ISBN 978-3-8471-0173-4.
- mit Manfred Gailus: Für ein artgemäßes Christentum der Tat. Völkische Theologen im „Dritten Reich“ (= Hannah-Arendt-Institut für Totalitarismusforschung. Berichte und Studien. 71). V & R unipress, Göttingen 2016, ISBN 978-3-8471-0587-9.
- mit Günther Heydemann: Nach den Diktaturen. Der Umgang mit den Opfern in Europa (= Schriften des Hannah-Arendt-Instituts für Totalitarismusforschung. 59). Vandenhoeck & Ruprecht, Göttingen u. a. 2016, ISBN 978-3-525-36971-5.
- mit Mike Schmeitzner, Francesca Weil: Von Stalingrad zur SBZ. Sachsen 1943 bis 1949 (= Schriften des Hannah-Arendt-Instituts für Totalitarismusforschung. 60). Vandenhoeck & Ruprecht, Göttingen u. a. 2016, ISBN 978-3-525-36972-2.
- mit Uwe Backes, Günther Heydemann: Staatssozialismen im Vergleich. Staatspartei – Sozialpolitik – Opposition (= Schriften des Hannah-Arendt-Instituts für Totalitarismusforschung. 64). Vandenhoeck & Ruprecht, Göttingen 2019, ISBN 978-3-525-37077-3.
- mit Manfred Gailus: Christlicher Antisemitismus im 20. Jahrhundert. Der Tübinger Theologe und „Judenforscher“ Gerhard Kittel (= Hannah-Arendt-Institut für Totalitarismusforschung. Berichte und Studien. 79). V & R unipress, Göttingen 2020, ISBN 978-3-8471-0996-9.